# Луціан Бекер
Луціан Бе́кер (Łucjan Baecker, 30 червня 1852, Поточище — 16 червня 1921, Ярослав) — архітектор і педагог. Працював у Коломиї, Львові та Ярославі.

## Біографія
Народився 30 червня 1852 року в селі Поточище (тепер Городенківського району, Івано-Франківська область, Україна). Навчався в реальній школі у Львові і в Чернівцях, яку закінчив 1871 року. Поступив на факультет будівництва Львівської політехніки, який закінчив 1876 року. У 1874/1875 навчальному році був членом до правління Товариства братньої допомоги студентів політехніки. До 1881 року відбував практику. Зокрема протягом року був задіяний при спорудженні будинку сейму у Львові. Працював інженером на Львівській залізниці. У 1881/1882 навчальному році був асистентом на кафедрі будівельних конструкцій Львівської політехніки. За іншими даними — асистент кафедри будівництва у 1882—1884 роках. 1883 року виїхав до Відня, де протягом року відвідував лекції у політехнічному інституті і в місцевому промисловому музеї. Після цього здійснив у навчальну подорож до Венеції, Флоренції, Риму, Генуї, Мілана, Мюнхена й Парижу.
У 1886—1894 роках працював очільником технічного бюро магістрату Коломиї, паралельно викладав у місцевій промисловій школі (за іншими даними працював у магістраті вже від 1883 року). Мав у Коломиї статус авторизованого геометра і будівничого. Був членом правління місцевого авансового товариства, створеного наприкінці 1893 року.
1877 року став членом Політехнічного товариства у Львові. 1882 року входив до його правління, виконуючи функцію скарбника (обраний на засіданні 28 січня 1882 року). У 1900—1904 роках член редакції друкованого органу товариства — журналу «Czasopismo Techniczne». Опублікував там низку статей. В рамках товариства належав до Словникової комісії, де працював над польською термінологією в галузі будівництва та архітектури.
У своїх проектах притримувався історичних стилів, з деякими елементами модерну. Для коломийського періоду творчості Бекера характерним є застосування на фасадах поліхромної керамічної облицювальної плитки зі стилізованими народними мотивами. 1894 року за архітектурні проекти на Галицькій крайовій виставці відзначений срібною медаллю. Здобув також відзнаку за плани і розрахунки металевих конструкцій та залізобетонних фундаментів на ювілейній виставці Політехнічного товариства 1902 року у Львові.
Від 1895 року жив у Львові. Тут, спільно з Діонісієм Кшичковським, видав польською мовою підручник «Принципи статики» (Zasady statyki, 1903). До 1912 року був професором місцевої Промислової школи, де викладав спочатку будівельні конструкції і рисунок, а пізніше, замість рисунку — курс архітектурних форм і геометрію. Працював допоміжним технічним референтом Крайової шкільної ради. 1910 року входив до складу журі конкурсу на проекти прибуткових будинків на вулицях Коперника і Банківській. У 1911—1919 роках був першим директором щойно створеної будівельної школи в місті Ярослав. Помер там же 16 червня 1921 року. Похований на місцевому Новому цвинтарі.

## Доробок
Споруди
- Будинок бійні в Коломиї, споруджений близько 1890.[11]
- Вілла Гайнріхів у Коломиї (не пізніше 1895).[12]
- Зимові військові бараки в Коломиї (не пізніше 1895).[12]
- Уланські казарми в Коломиї (не пізніше 1895).[12]
- Шпиталь у Коломиї (не пізніше 1895).[12]
- Гончарська школа в Коломиї (не пізніше 1895).[12]
- Склад у Коломиї (не пізніше 1895).[12]
- Керівництво спорудженням Ощадної каси в Коломиї (не пізніше 1895).[12]
- Корпус для виробництва парафіну на фабриці Станіслава Щепановського в Печеніжині (не пізніше 1895).[12]
- Ескіз будинку польського спортивного товариства «Сокіл» у Коломиї. Був одним із двох переможців на конкурсі 1895 року. Другим переможцем був Діонісій Кшичковський. На прохання журі обидва архітектори безкоштовно створили спільний детальний проект[20], який було реалізовано.[11]
- Проект і кошторис школи у Сокалі. Розроблений під загальним керівництвом Зиґмунта Ґорґолевського у 1895—1896 роках.[12]
- Три ескізи літніх будинків в Микуличині, створені близько 1898 року. Принаймні один з них був успішно реалізований учнем відділу теслярства львівської Промислової школи Петром Букладом.[21]
- Конкурсний проект пам'ятника Адамові Міцкевичу у Львові (1898, спільно з Адольфом Вайссом).[22]
- Реставрація палацу Яблоновських у Маріямполі (бл. 1898).[10]
- Український народний дім у Коломиї, тепер Музей народного мистецтва Гуцульщини. Проект 1892 року, створений спільно з Діонісієм Кшичковським, реалізований до 1902.[11]

Статті
- Przegląd czasopism tchnicznych // Dźwignia. — 1882. — № 4.
- Renesans w Polsce // Dziennik Polski. — 28 listopada 1899. — № 330 (рецензія на працю Славомира Одживольського «Renesans w Polsce»).[23]
- Krajowy przemysł artystyczny na wystawie paryskiej // Czasopismo Techniczne. — 1900. — № 4.
- Fragmenty architektoniczne. Z wycieczki do Viterbo // Architekt. — 1903. — № 1.
- Fragmenty architektoniczne. Z wycieczki do Viterbo (dokończenie) // Architekt. — 1903. — № 2.
- Konkurs na kościół św. Elżbiety we Lwowie // Czasopismo Techniczne. — 1903. — № 21.
- Budowa stropów ze stanowiska hygieny // Czasopismo Techniczne.